# Megatrailer

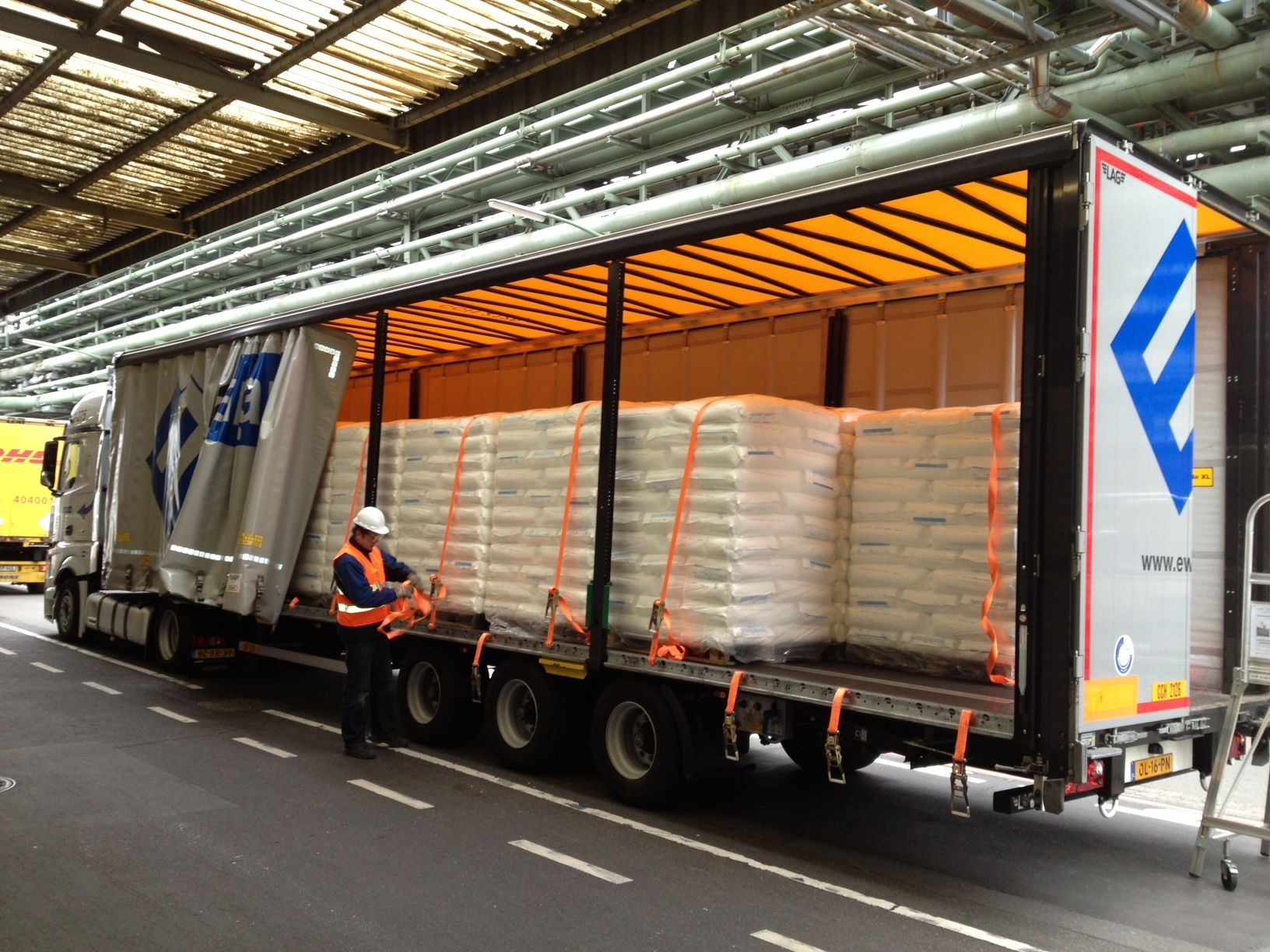
De Megatrailer (ook wel Megaoplegger)

De Megatrailer (ook wel: megaoplegger) is een type oplegger ontwikkeld in de jaren 90 door Ewals Cargo Care in samenwerking en overleg met de Europese automobielindustrie. Het doel was het ontwikkelen van een trailer waar 100 kubieke meter lading in kan. Een groei van circa 25% ten opzichte van de conventionele trailers van dat moment.
De voorloper van de Megatrailer was de zwanenhalstrailer (1989). Deze was bedoeld om kisten met bodemplaten van de Opel Vectra te vervoeren.
Middels het inzetten van de zwanenhalstrailer was het mogelijk om 5 kisten met bodemplaten te vervoeren in plaats van 3. De speciaal geconstrueerde zwanenhalstrailer had namelijk een vloerhoogte van slechts 60 cm waardoor de kisten 2 hoog gestapeld konden worden. Hierdoor werd de laadcapaciteit van de trailer aanzienlijk verhoogd.
Naast de behoefte aan extra laadruimte was men ook op zoek naar een alternatief voor de motorwagen (vrachtwagen met bak) in combinatie met aanhangwagen. Deze combinatie was zeer interessant wanneer men keek naar de hoeveelheid laadcapaciteit. Echter, qua operationele uitvoering was deze optie duurder omdat deze niet volgens het RoRo principe kon worden ingezet (waarbij de trailer zonder truck op de ferry wordt geplaatst). Het voordeel van RoRo is immers dat de chauffeur niet mee hoeft op de boot en dus ook geen uren maakt waarin er niks voor hem/haar te doen is.
Beide ontwikkelingen in de markt vormden de basis voor het verder onderzoeken van mogelijkheden om de laadcapaciteit van uitsluitend de trailer te vergroten.
Om de beladingsgraad van de trailer te vergroten, moest de binnenhoogte van de trailer verhoogd worden naar 2.96 meter. Om dit te kunnen realiseren waren enkele technische wijzigingen in de constructie van de trailer noodzakelijk.
Zo werd de opbouw van het dak en het chassis van de trailer dunner gemaakt en werd de aandrijving en de koppeling tussen trailer en truck verlaagd.
Een nadelig gevolg hiervan was dat door het verlagen van de aandrijving de positie van de motor in de truck moest veranderen. Deze verandering in positie had een negatieve impact op de hoeveelheid vermogen van het motorblok.
Samen met truckfabrikanten is toen gezocht naar mogelijkheden om de motoren met een verlaagde aandrijving een betere vermogen te geven. MAN heeft toen de eerste officiële Lowdecktruck gelanceerd. Een truck met een lagere koppelhoogte en chassis. De merken Volvo en Scania volgden snel daarna.
Trailerfabrikanten als Krone en van Hool hebben zich vervolgens aangesloten om het Megatrailerconcept verder door te ontwikkelen. Dit heeft uiteindelijk in 1991 tot de introductie van de Megatrailer geleid. In totaal is hier een periode van 2 jaar aan ontwikkeling aan voorafgegaan. Vanaf die tijd heeft de automobielmarkt zich qua verpakkingsmateriaal aangepast naar dit type equipement. Andere markten/sectoren volgden waardoor de Megatrailer de nieuwe standaard werd in de Europese wereld van transport en logistiek.